# 恋愛歌
恋愛歌（れんあいか）またはラブソング（英語: love song）は、恋愛、恋に落ちること、破局後の傷心（失恋）、そしてこれらの経験がもたらす感情に関する歌である。
恋愛歌は様々な音楽ジャンルで見ることができる。

## 歴史
恋愛歌はほとんどの社会の歴史と文化で見られる。「親しいものの間で、恋慕あるいは親愛の情をのべた」相聞は、雑歌・挽歌とともに『万葉集』の三大部立を構成する要素の1つである。
知られている中で最古の恋愛歌はシュ・シンの恋愛歌であり、メソポタミアのアッシュルバニパルの図書館で発見された。これは恋愛と性愛についての歌である。シュ・シンの歌の発見以前は、ヘブライ語聖書の「ソロモンの雅歌」が最古の恋愛歌と見なされていた。

## 初期の歴史
一般的な意味では、音楽の起源に関してはいくつかの説が存在する。チャールズ・ダーウィンによれば、女と男との間の連れ合いの選択のために音楽が生まれ（ 女は音楽的な能力に基づいて男の連れ合いを選択する）、したがって最初の音楽は恋愛歌ということになる。ハーバート・スペンサーは、音楽は情熱的な雄弁さから発展し、音楽は感情の表現として生じると考えた。
古代ギリシア文明において、音楽は婚礼で必ず作られた。ムーサの1柱であるエラトーは恋愛歌の女神である。しかし我々の知識は神話や花瓶の絵から得られたものであり、音楽に基づくものではなかった。東ローマ帝国で記譜法（ネウマ譜）が発展したのは9世紀のことで、五線譜が作られたのは11世紀頃である。

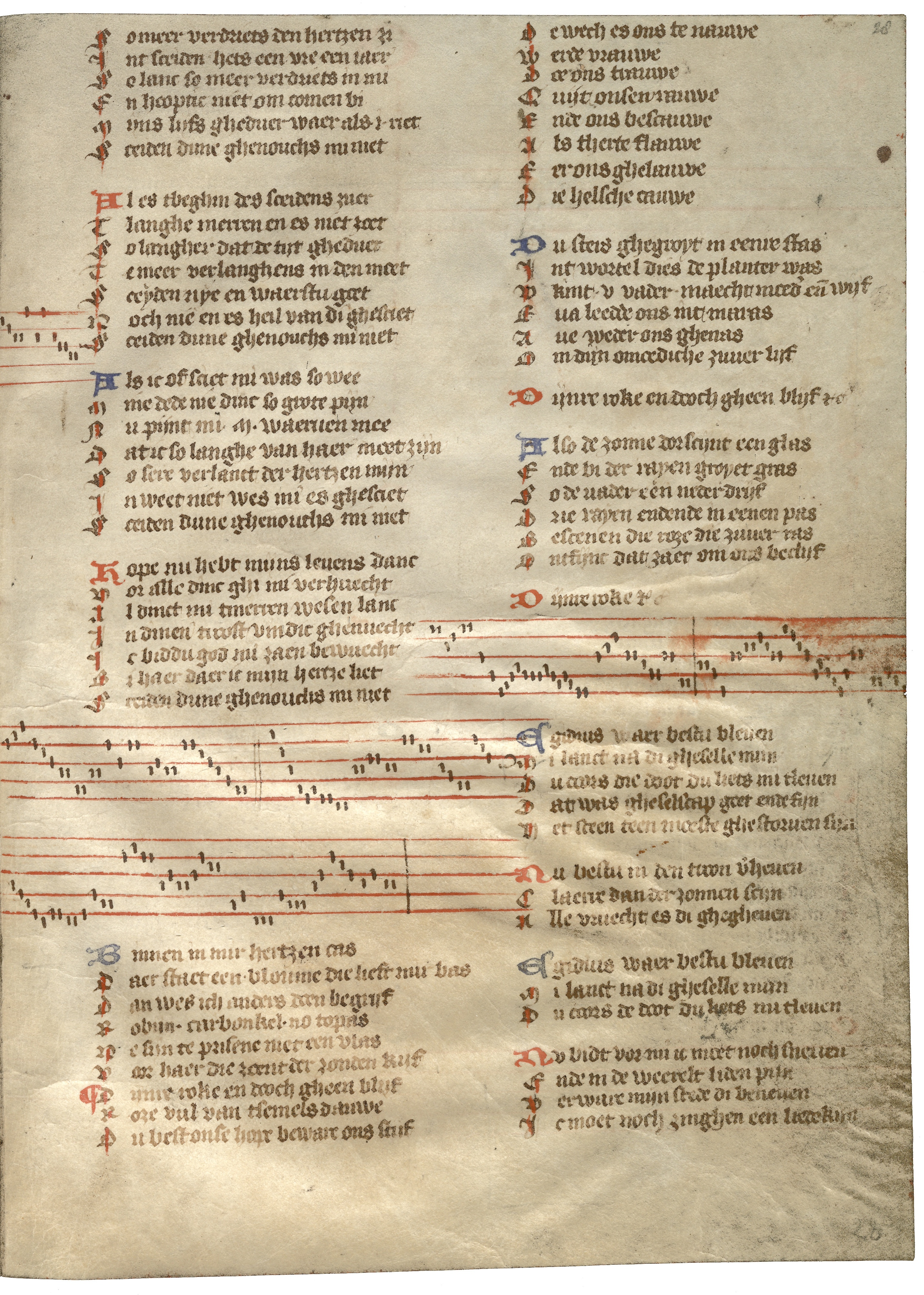
グルートゥーズ写本のFol. 28r。右下に歌「エギディウス、あなたはどこへ」が記されている。

## 中世の音楽
ドニ・ド・ルージュモンの『Love in the Western World〈西洋世界における愛〉』では、恋愛歌の起こりについて非常に論議を呼ぶ、驚くべきな説明が記されている。ド・ルージュモンの説は、恋愛歌は吟遊詩人の宮廷恋愛歌に起因し、これらの歌は歴史的なキリスト教の愛の概念の拒絶を表していた、というものである。
中世の恋愛歌は中高ドイツ語で「Minnelied」と呼ばれ、トルバドゥール（オック語）またはトルヴェール（オイル語）による宮廷恋愛歌（chant d'amour courtois）である。貴族の満たされず、手が届かない宮廷愛がしたがって中心である。淑女の崇拝も繰り返し語られる主題である。想いを寄せる女性に拒絶されたことを残念に思う男性や、十字軍に赴いている主の不在を残念に思う淑女といった数多くの人物も繰り返し登場する。寛大さ、登場人物の気高さ、新たな経験への受容力、美しさと外見への関心もよく目にする主題である。14世紀のマネッセ写本にはブラバント公ジャン1世やアキテーヌ公ギユーム9世のような公による恋愛歌が含まれている。
中期オランダ語で書かれ、1400年頃にブルッヘで編纂されたグルートゥーズ写本には147曲の歌が収められており、その中には楽譜付きの数多くの恋愛歌が含まれている。グルートゥーズ写本は数人の叙情詩人による作品であるが、ほとんどの作者は不明である。

## ルネサンス期
フランチェスコ・ペトラルカは彼の愛するラウラに366篇の詩を詠み、これらは『カンツォニエーレ』と題された詩集にまとめられている。これらの詩にはクラウディオ・モンテヴェルディ、オルランド・ディ・ラッソ、ギヨーム・デュファイらが曲を付けた。

## クラシック音楽
クラシック音楽内では、ロマン主義が愛の曲と最もよく結び付いており、ロマンスと呼ばれる。しかし、ロマンスという用語は声楽曲に限定されてはいない。
ロマンスは物語風で、大抵恋愛に関する曲であるが、オペラでは単純なアリアもある。例えばジョヴァンニ・マルティーニ作曲「愛の喜びは」や、ジョルジュ・ビゼーのアリア「耳に残るは君の歌声《Je crois entendre encore》」（オペラ『真珠採り』より）がある。
フランツ・シューベルトはロマンスを数曲書いており、ジュゼッペ・ヴェルディはエチオピアの奴隷少女に対するかなわぬ恋についての「清きアイーダ《Celeste Aida》」を書いた。ヨハン・ヴォルフガング・フォン・ゲーテやフェデリコ・ガルシーア・ロルカといった詩人はロマンスを書いており、それらの作品には後に曲が付けられた（例えば、レナード・コーエンによる「テイク・ディス・ワルツ」など）。
詩と歌詞の間の緊密な関係は、ボブ・ディランが「米国歌謡の伝統の中に新しい詩の表現を創造したこと」に対して2016年にノーベル文学賞を授与された時に明確に示された。

## ポピュラー音楽
恋愛歌は音楽ジャンルでも音楽スタイルでもない。恋愛歌は全てのスタイルに存在する。Wikipedia英語版には「Love Songs」という語句を含む記事が40以上存在する。
恋愛歌の音楽スタイルには、レゲエのサブジャンルの1つ「ラヴァーズ・ロック」や、バラード（ブルースバラード、ソウルバラード、センチメンタルバラードなど）がある。バラードは美しい旋律の流行歌であり、しばしば親密な雰囲気を伴う。ポピュラー音楽の歌詞はほとんどが愛に関するものである。
恋愛歌で最も多いのが失恋に関する歌である。セリーヌ・ディオンの「マイ・ハート・ウィル・ゴー・オン」のように美しい旋律の曲もあれば、ルシンダ・ウィリアムスの「Jackson」のように旋律が抑え目で、より粗野に歌われるものある。最も売れた失恋歌はホイットニー・ヒューストンの「オールウェイズ・ラヴ・ユー」である。テイラー・スイフトもこの題材の曲を好んだ。日本のポピュラー音楽では、中島みゆきや柴田淳らが「失恋ソングの女王」と呼ばれた。
誰であるかは明確にされることがない特別な愛する人についての恋愛歌もあれば、パティ・ボイドに向けて書かれた「いとしのレイラ」のような曲もある。
ロマンチック・ラブはしばしば「キャンドルライト・ディナー」や「月夜の散歩」と結び付けられており、「キャンドルライト」や「月」に関する多くの恋愛歌が存在する。